# Beaussac
Beaussac est une ancienne commune française située dans le département de la Dordogne, en région Nouvelle-Aquitaine.
Elle est intégrée au parc naturel régional Périgord-Limousin.
Au 1er janvier 2017, elle fusionne avec huit autres communes pour former la commune nouvelle de Mareuil en Périgord.

## Géographie

### Généralités

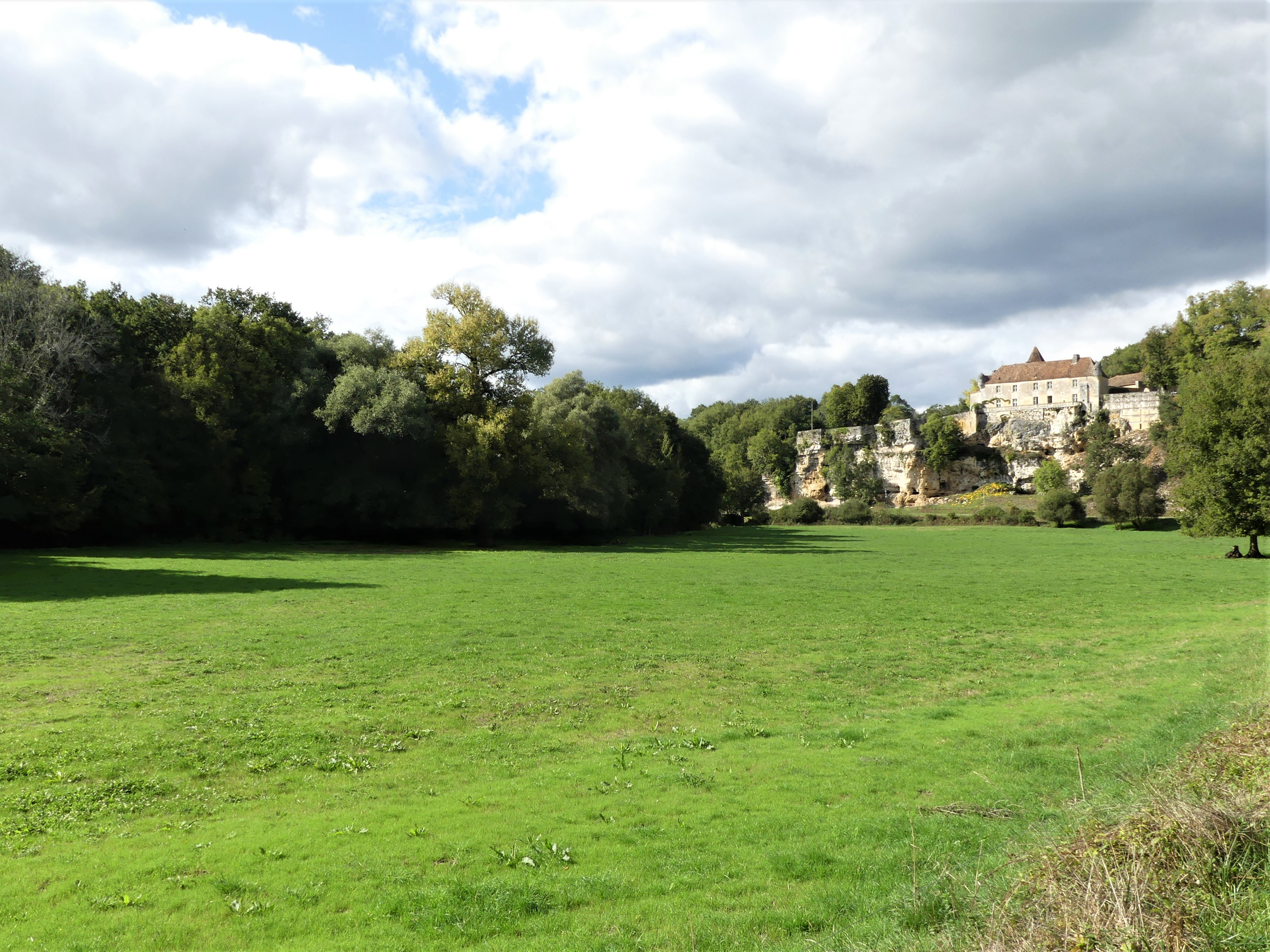
La vallée de la Nizonne au niveau du château d'Aucors.

Dans le quart nord-ouest du département de la Dordogne, la commune déléguée de Beaussac forme la partie nord-ouest de la commune nouvelle de Mareuil en Périgord. Au nord-ouest, elle est limitrophe du département de la Charente. Elle s'étend sur 18,05 km2. Elle est bordée au sud sur près de quatre kilomètres par la Lizonne, ici appelée Nizonne, qui sert de limite avec la commune déléguée de Puyrenier. Deux de ses affluents marquent également la limite territoriale : au sud-est le ruisseau de Beaussac avec la commune de Rudeau-Ladosse et au sud-ouest le ruisseau de Bretanges avec la commune déléguée des Graulges.
L'altitude minimale avec 105 mètres se trouve localisée à l'extrême sud-ouest, là où la Nizonne quitte la commune et sert de limite entre Les Graulges et Puyrenier. L'altitude maximale avec 224 ou 225 mètres dans le nord-ouest au lieu-dit la Garde (ou Lagarde). Sur le plan géologique, le sol se compose principalement de sables, argiles ou graviers pléistocènes et de calcaires du Crétacé, ainsi que d'alluvions holocènes dans les vallées de la Nizonne et des ruisseaux de Beaussac et de Bretanges.
Traversé par la route départementale 93, le bourg de Beaussac est situé, en distances orthodromiques, six kilomètres au nord-est du bourg de Mareuil et treize kilomètres à l'ouest-sud-ouest de Nontron.
Le territoire communal est également desservi par la RD 87.

### Communes limitrophes

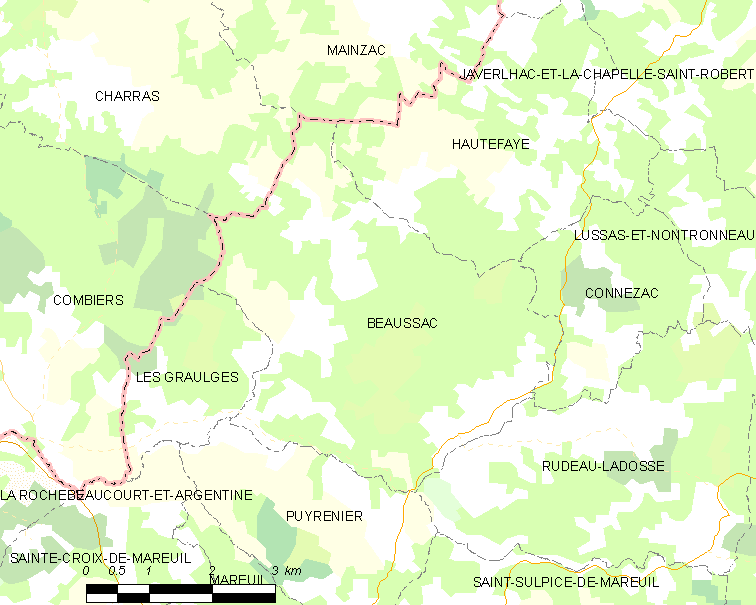
Carte de Beaussac et des communes avoisinantes en 2016.

En 2016, année précédant la création de la commune nouvelle de Mareuil en Périgord, Beaussac était limitrophe de huit autres communes dont trois dans le département de la Charente.
| Charras (Charente)  | Mainzac (Charente) | Hautefaye      |
| Combiers (Charente) | Beaussac           | Connezac       |
| Les Graulges        | Puyrenier          | Rudeau-Ladosse |

### Milieux naturels et biodiversité

#### Parc naturel
La commune fait partie du parc naturel régional Périgord-Limousin depuis la création de celui-ci en 1998, adhésion renouvelée en 2011.

#### ZNIEFF

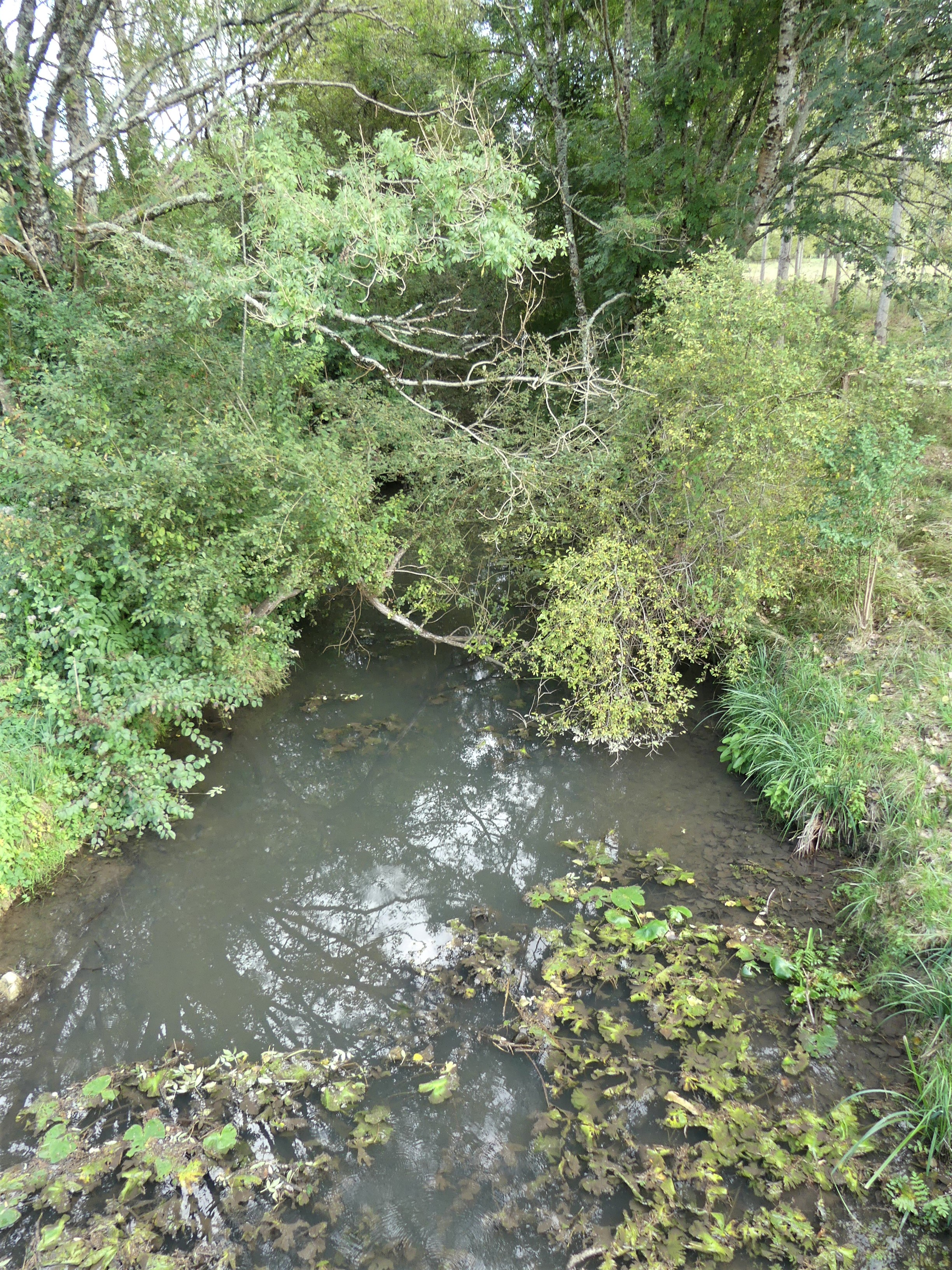
La Nizonne au pont du Râteau, en limite de Puyrenier (vue vers l'amont).

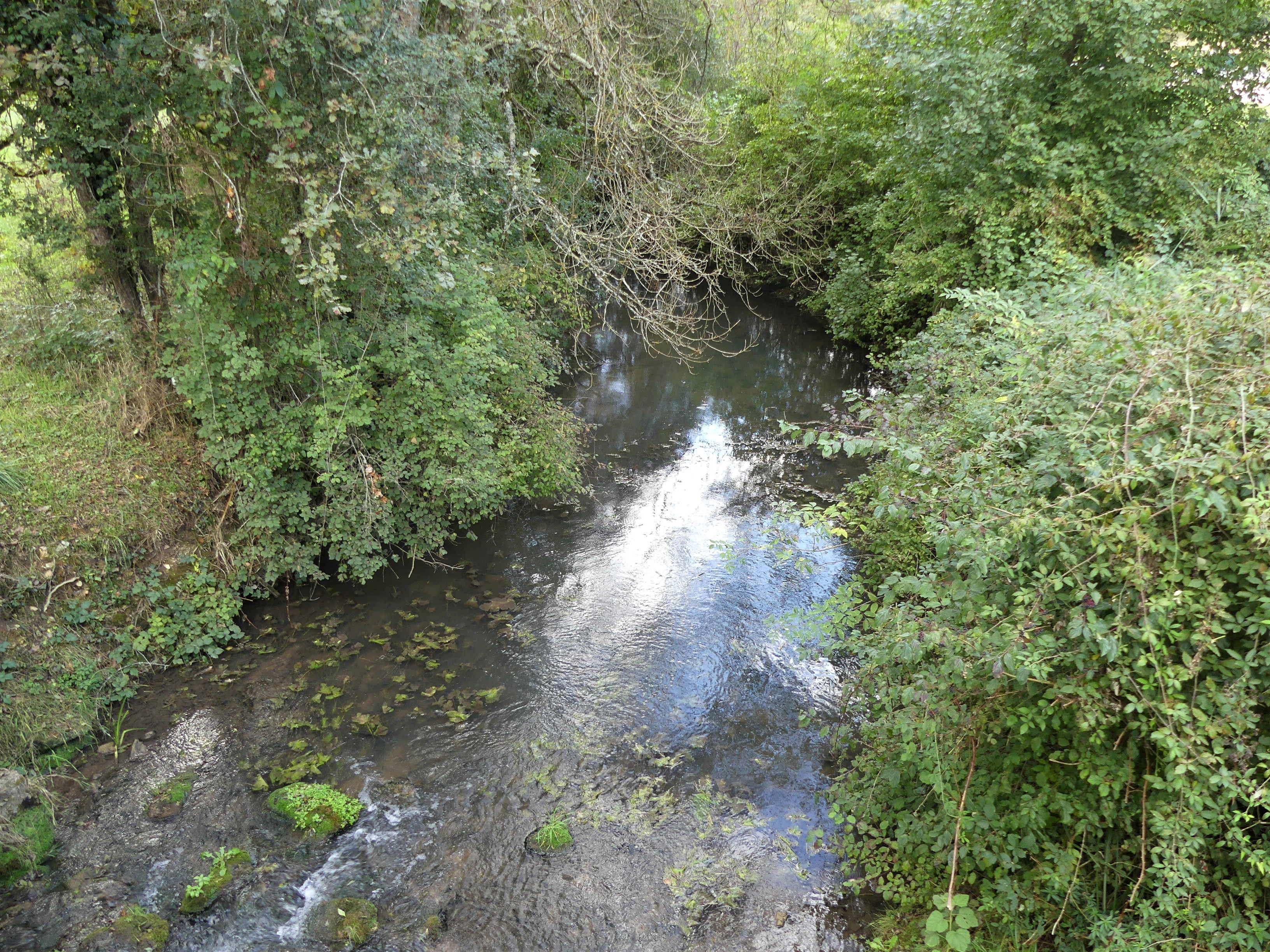
La Nizonne au pont du Râteau, en limite de Puyrenier (vue vers l'aval).

Les vallées de la Nizonne et de ses affluents, les ruisseaux de Beaussac et de Bretanges, sont protégées dans leur traversée de la commune au titre de la zone naturelle d'intérêt écologique, faunistique et floristique (ZNIEFF) de type II « Vallée de la Nizonne »,.
Sa faune est constituée d'environ 250 espèces dont trente sont considérées comme déterminantes :
- vingt mammifères, dont la Loutre d'Europe (Lutra lutra), le Vison d'Europe (Mustela lutreola) et dix-huit espèces de chauves-souris : la Barbastelle d'Europe (Barbastella barbastellus), le Grand murin (Myotis myotis), le Grand rhinolophe (Rhinolophus ferrumequinum), le Minioptère de Schreibers (Miniopterus schreibersii), le Murin à moustaches (Myotis mystacinus), le Murin à oreilles échancrées (Myotis emarginatus), le Murin de Bechstein (Myotis bechsteinii), le Murin de Daubenton (Myotis daubentonii), le Murin de Natterer (Myotis nattereri), la Noctule commune (Nyctalus noctula), la Noctule de Leisler (Nyctalus leisleri), l'Oreillard gris (Plecotus austriacus), l'Oreillard roux (Plecotus auritus), le Petit murin (Myotis blythii), le Petit rhinolophe (Rhinolophus hipposideros), la Pipistrelle de Kuhl (Pipistrellus kuhlii), la Pipistrelle de Nathusius (Pipistrellus nathusii) et la Sérotine commune (Eptesicus serotinus) ;
- sept insectes dont quatre papillons : l'Azuré de la croisette (Phengaris rebeli), l'Azuré de la sanguisorbe (Phengaris teleius), le Cuivré des marais (Lycaena dispar), le Fadet des laîches (Coenonympha oedippus), et trois libellules : l'Agrion de Mercure (Coenagrion mercuriale), la Cordulie à corps fin (Oxygastra curtisii) et le Gomphe de Graslin (Gomphus graslinii) ;
- deux amphibiens, la Rainette verte (Hyla arborea) et le Triton marbré (Triturus marmoratus) ;
- un reptile : la Cistude d'Europe (Emys orbicularis).

Sa flore est également constituée de plus de deux cents espèces de plantes, dont neuf sont considérées comme déterminantes : la Fritillaire pintade (Fritillaria meleagris), la Gentiane des marais (Gentiana pneumonanthe), l'Hélianthème blanc (Helianthemum canum), l'Orchis à fleurs lâches (Anacamptis laxiflora), l'Orpin de Nice (Sedum sediforme), le Pigamon jaune (Thalictrum flavum), la Sabline des chaumes (Arenaria controversa), le Scirpe des bois (Scirpus sylvaticus) et l'Utriculaire citrine (Utricularia australis).
Le « bois de Beaussac » est partagé entre les trois anciennes communes de Beaussac, Connezac et Hautefaye ; c'est une autre ZNIEFF de type II de près de 10 km2 — dont les trois quarts sur le territoire de Beaussac — qui associe également une petite partie dans le sud-ouest de Rudeau-Ladosse, et où pousse la Sabline des chaumes,.
La ZNIEFF de type I « Coteaux calcaires des bords de la Nizonne et de la Belle » présente des pelouses calcaires, où s'épanouissent plus de 160 espèces de plantes dont plusieurs sont considérées comme déterminantes : la Cardoncelle (Carduncellus mitissimus), l'Euphorbe de Séguier (Euphorbia seguieriana), le Fumana à tiges retombantes (Fumana procumbens), l'Hélianthème blanc (Helianthemum canum), la Laîche humble (Carex humilis), l'Orpin de Nice (Sedum sediforme), la Sabline des chaumes  (Arenaria controversa) et le Thésium couché (Thesium humifusum), et dix-huit espèces d'orchidées terrestres : la Céphalanthère rouge Cephalanthera rubra, l'Homme-pendu (Orchis anthropophora), le Limodore à feuilles avortées (Limodorum abortivum), la Listère à feuilles ovales (Neottia ovata), l'Orchis bouc (Himantoglossum hircinum), l'Orchis bouffon (Anacamptis morio), l'Orchis brûlé (Neotinea ustulata), l'Orchis guerrier (Orchis militaris), l'Orchis mâle (Orchis mascula), l'Orchis moucheron (Gymnadenia conopsea), l'Orchis pyramidal (Anacamptis pyramidalis), l'Orchis pourpre (Orchis purpurea), l'Ophrys abeille (Ophrys apifera), l'Ophrys araignée (Ophrys sphegodes), l'Ophrys bourdon (Ophrys fuciflora), l'Ophrys brun (Ophrys fusca), l'Ophrys mouche (Ophrys insectifera) et la Platanthère à fleurs verdâtres (Platanthera chlorantha). Sur Beaussac, l'ensemble des coteaux de la Nizonne et du ruisseau de Beaussac concernés par cette ZNIEFF s'étend sur environ deux kilomètres carrés d'un seul tenant, à leur confluence.
Une mince bande d'environ 35 hectares, le long de la Nizonne et de la partie aval de son affluent le ruisseau de Beaussac, fait partie d'une autre ZNIEFF de type I « Marais alcalins de la vallée de la Nizonne », dans laquelle ont été recensées douze espèces déterminantes d'animaux : l'Agrion de Mercure (Coenagrion mercuriale), l'Azuré de la croisette (Phengaris rebeli), l'Azuré de la sanguisorbe (Phengaris teleius), la Cistude (Emys orbicularis), la Cordulie à corps fin (Oxygastra curtisii), le Cuivré des marais (Lycaena dispar), le Fadet des laîches (Coenonympha oedippus), le Gomphe de Graslin (Gomphus graslinii), la Loutre d'Europe (Lutra lutra), la Rainette verte (Hyla arborea), le Triton marbré (Triturus marmoratus) et le Vison d'Europe (Mustela lutreola), ainsi que cinq espèces déterminantes de plantes : la Fritillaire pintade (Fritillaria meleagris), la Gentiane des marais (Gentiana pneumonanthe), le Pigamon jaune (Thalictrum flavum), la Sagittaire à feuilles en flèche (Sagittaria sagittifolia) et l'Utriculaire citrine (Utricularia australis). Par ailleurs, 160 autres espèces animales et 156 autres espèces végétales y ont été répertoriées.

#### Natura 2000
La vallée de la Nizonne est aussi une zone Natura 2000 avec vingt espèces animales inscrites à l'annexe II de la directive habitats de l'Union européenne, :
- dix espèces de mammifères dont huit chauves-souris (Barbastelle d'Europe, Grand murin, Grand rhinolophe, Minioptère de Schreibers, Murin à oreilles échancrées, Murin de Bechstein, Petit murin et Petit rhinolophe), ainsi que la Loutre d'Europe et le Vison d'Europe (Mustela lutreola) ;
- parmi les insectes, le Damier de la succise (Euphydryas aurinia), plus six espèces déjà protégées dans la ZNIEFF du même nom, hormis l'Azuré de la croisette ;
- la tortue Cistude d'Europe ;
- le Chabot fluviatile (Cottus perifretum) et la Lamproie de Planer (Lampetra planeri).

## Urbanisme

### Villages, hameaux et lieux-dits
Outre le bourg de Beaussac proprement dit, le territoire se compose d'autres villages ou hameaux, ainsi que de lieux-dits :
- Aucors
- Bois de Beaussac
- le Bois du Chazaud
- Bois de Marat
- Bois Nègre
- les Brandes
- Bretanges
- les Champs Plats
- la Côte
- Coulouniex
- les Coutures
- le Cros
- Donzac
- les Faures
- la Figure d'Henri IV
- les Garfouillades
- la Groïe
- Grosse Pierre
- Lagarde
- Lautre
- Maconty
- Marat
- le Moulin à Vent
- le Moulin d'Aucors
- le Moulin de Puyloubard
- la Papetterie
- la Petite Garde
- Plambeau
- la Platrerie
- Pont du Râteau
- Pouffon
- Poutignac
- Pronchères
- le Puy
- Puyloubard
- le Repaire
- la Tanne
- Terres de Labrousse
- les Trois Chemins
- Tuilière de Lagarde
- les Tuillères.

## Toponymie
Le nom de la localité est attesté sous la forme Boyzac au XIIIe siècle dans un pouillé, puis Boysset (à lire Boyssec) en 1382.
Sur la carte de Cassini représentant la France entre 1756 et 1789, le village est identifié sous le nom de Beaussat. On trouve également Baussac en 1793 et à nouveau Beaussat en 1801.
Dans une transcription du XVIIIe siècle d'un acte de 1406, on trouve la mention in territorio de Daussa parochia de Bossaco Petricorensis diocesis, et plus loin in dicta parochia de Beaussaco[réf. nécessaire].
La forme occitane du nom de la commune est Baussat. L'étymologie est incertaine. Elle pourrait prendre son origine de « Boissat » qui vient du latin buxusatum (lieu où pousse le buis), mais aussi provenir d'un personnage gallo-roman Buccius auquel aurait été ajouté le suffixe -acum, signifiant alors le « domaine de Buccius », ou encore dériver du latin boscus suivi du suffixe -iacum, désignant un terrain boisé.

## Histoire
Le territoire de Beaussac a été occupé au Néolithique comme le montre le gisement du lieu-dit les Bretanges
Beaussac était un fief de la famille de Maillard.
Au 1er janvier 2017, Beaussac fusionne avec huit autres communes pour former la commune nouvelle de Mareuil en Périgord dont la création a été entérinée par l'arrêté du 26 septembre 2016, entraînant la transformation des neuf anciennes communes en « communes déléguées ».

## Politique et administration

### Rattachements administratifs et électoraux
Dès 1790, la commune de Beaussac est rattachée au canton de Larochebeaucourt qui dépend du district de Nontron jusqu'en 1795, date de suppression des districts. Lorsque ce canton est supprimé par la loi du 8 pluviôse an IX (28 janvier 1801) portant sur la « réduction du nombre de justices de paix », la commune est rattachée au canton de Mareuil dépendant de l'arrondissement de Nontron.
Dans le cadre de la réforme de 2014 définie par le décret du 21 février 2014, ce canton disparaît aux élections départementales de mars 2015. La commune est alors rattachée au canton de Brantôme, renommé canton de Brantôme en Périgord en 2020.

### Intercommunalité
Fin 1995, Beaussac intègre dès sa création la communauté de communes du Pays de Mareuil-en-Périgord. Celle-ci est dissoute au 31 décembre 2013 et remplacée au 1er janvier 2014 par la communauté de communes Dronne et Belle.

### Administration municipale
La population de la commune étant comprise entre 100 et 499 habitants au recensement de 2011, onze conseillers municipaux ont été élus en 2014,. Seuls cinq d'entre eux siégeront au conseil municipal de la commune nouvelle de Mareuil en Périgord, jusqu'au renouvellement des conseils municipaux français de 2020.

### Liste des maires puis des maires délégués

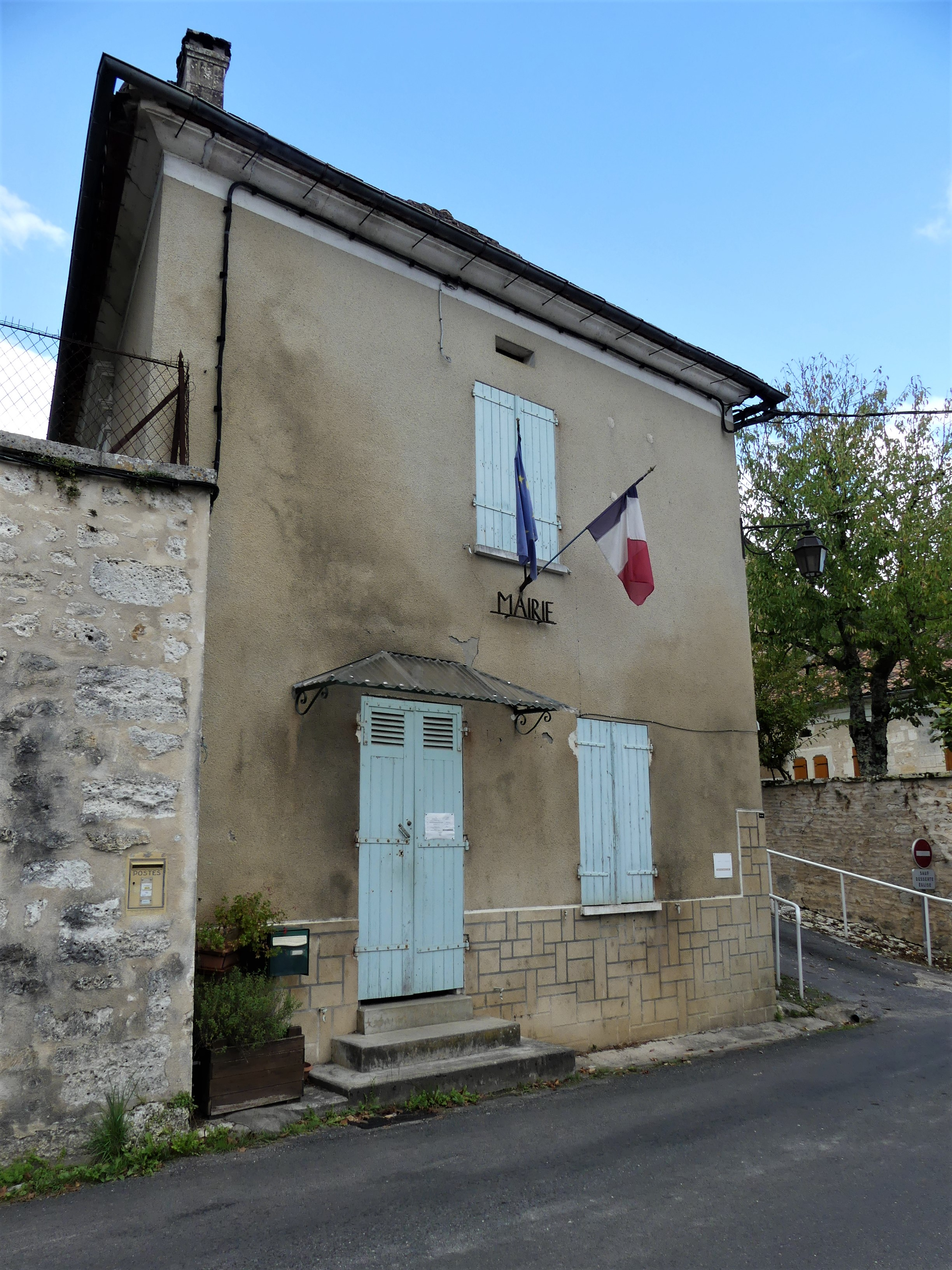
La mairie déléguée en 2019.

| Période                                  | Période       | Identité            | Étiquette | Qualité     |
| ---------------------------------------- | ------------- | ------------------- | --------- | ----------- |
| Les données manquantes sont à compléter. |               |                     |           |             |
|                                          |               |                     |           |             |
| 1971                                     | mars 2008     | Jean-Marc Bréjassou |           |             |
| mars 2008                                | décembre 2016 | Éric Charron        | DVG       | Agriculteur |

| Période      | Période  | Identité           | Étiquette | Qualité |
| ------------ | -------- | ------------------ | --------- | ------- |
| janvier 2017 | mai 2020 | ?                  |           |         |
| mai 2020     | En cours | Stéphanie Marcenat |           |         |

## Population et société

### Démographie
Les habitants de Beaussac se nomment les Beaussacois.
En 2016, dernière année en tant que commune indépendante, Beaussac comptait 165 habitants. À partir du XXIe siècle, les recensements des communes de moins de 10 000 habitants ont lieu tous les cinq ans (2004, 2009, 2014 pour Beaussac). Depuis 2006, les autres dates correspondent à des estimations légales.
Au 1er janvier 2022, la commune déléguée de Beaussac compte 156 habitants.
| 1793 | 1800 | 1806 | 1821 | 1831 | 1836 | 1841 | 1846 | 1851 |
| ---- | ---- | ---- | ---- | ---- | ---- | ---- | ---- | ---- |
| 482  | 489  | 476  | 531  | 573  | 564  | 565  | 608  | 654  |

| 1856 | 1861 | 1866 | 1872 | 1876 | 1881 | 1886 | 1891 | 1896 |
| ---- | ---- | ---- | ---- | ---- | ---- | ---- | ---- | ---- |
| 601  | 559  | 586  | 505  | 543  | 538  | 506  | 514  | 467  |

| 1901 | 1906 | 1911 | 1921 | 1926 | 1931 | 1936 | 1946 | 1954 |
| ---- | ---- | ---- | ---- | ---- | ---- | ---- | ---- | ---- |
| 430  | 401  | 365  | 332  | 331  | 314  | 310  | 323  | 285  |

| 1962 | 1968 | 1975 | 1982 | 1990 | 1999 | 2004 | 2009 | 2014 |
| ---- | ---- | ---- | ---- | ---- | ---- | ---- | ---- | ---- |
| 281  | 254  | 224  | 203  | 212  | 187  | 197  | 185  | 176  |

| 2016 | - | - | - | - | - | - | - | - |
| ---- | - | - | - | - | - | - | - | - |
| 165  | - | - | - | - | - | - | - | - |

### Manifestations culturelles et festivités
- Fête patronale (saint Étienne) chaque année autour du 2 août, 37e édition en 2015[34].

## Économie
Les données économiques de Beaussac sont incluses dans celles de la commune nouvelle de Mareuil en Périgord.

## Culture locale et patrimoine

### Lieux et monuments

#### Patrimoine civil
- Château d'Aucors du XVe siècle, remanié au XVIIe siècle, inscrit au titre des monuments historiques depuis 1948[35], propriété privée.
- Château de Poutignac du XVe – XVIe siècle, modifié au XVIIIe siècle, inscrit au titre des monuments historiques depuis 1948[36], propriété privée.
- Château de Bretanges, XVIIe siècle, propriété privée, ancienne résidence des de Monéys d'Ordières, dont Alain, tué sauvagement le 16 août 1870, lors de la foire de Hautefaye[37].
- Château de la Garde, attesté au XIXe siècle[38].
- Château de Montchoisy, attesté au XVIIIe siècle[39].
- Château de Puyloubard, édifié au XVIe siècle et transformé en ferme[40].
- Manoir de Coulougneix, ou Coulouniex[41].

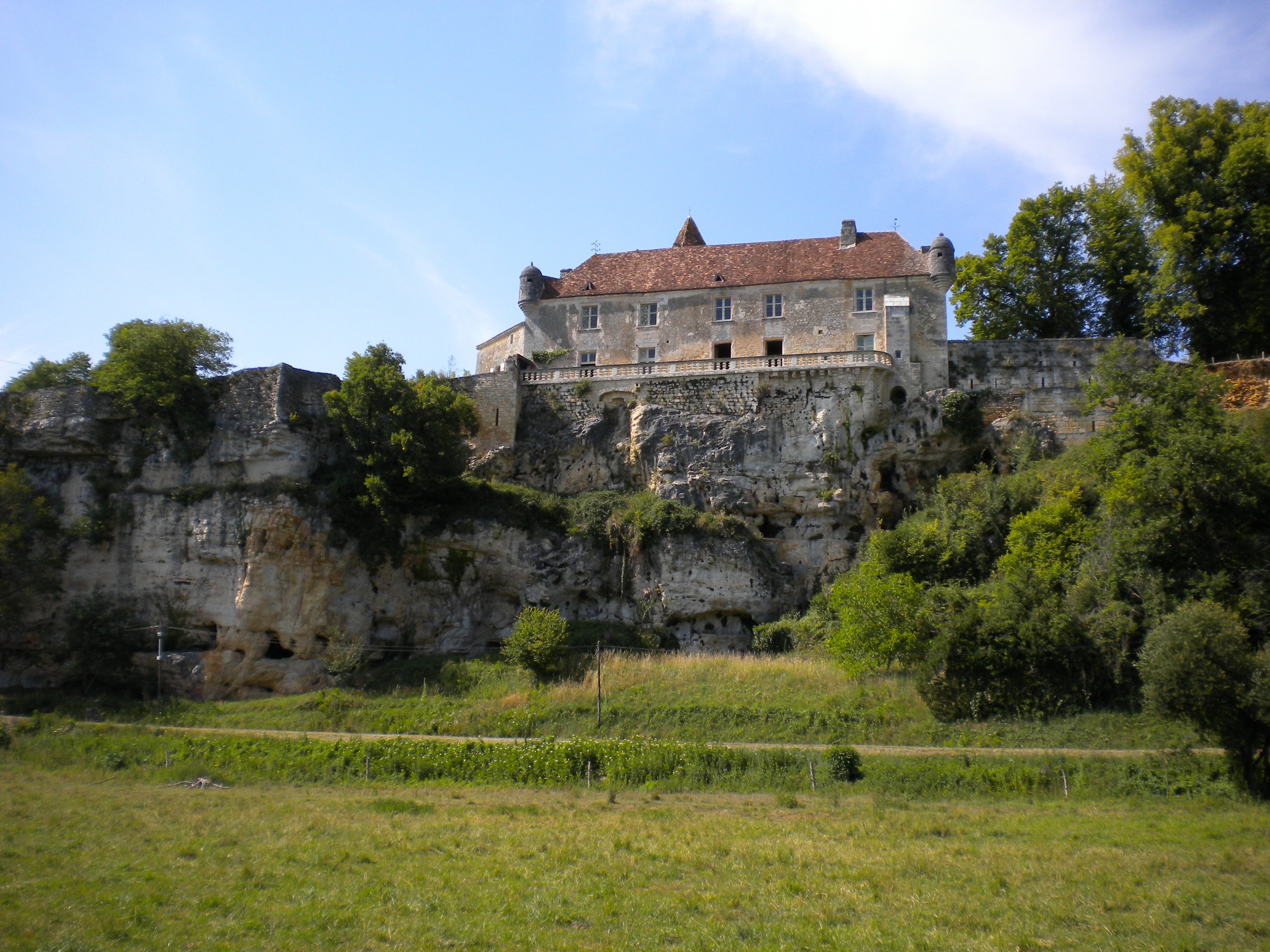
Le château d'Aucors.
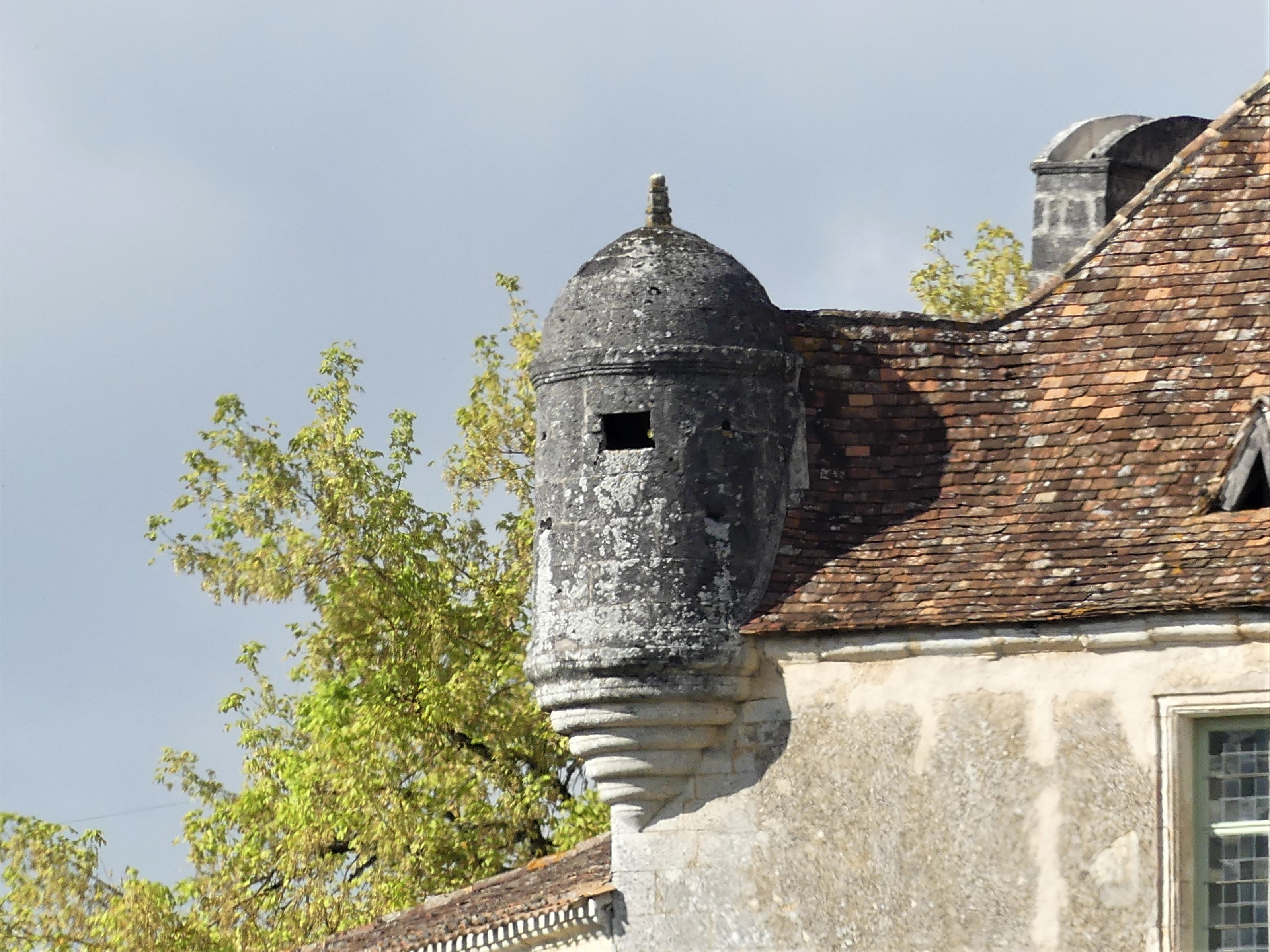
Une échauguette du château d'Aucors.
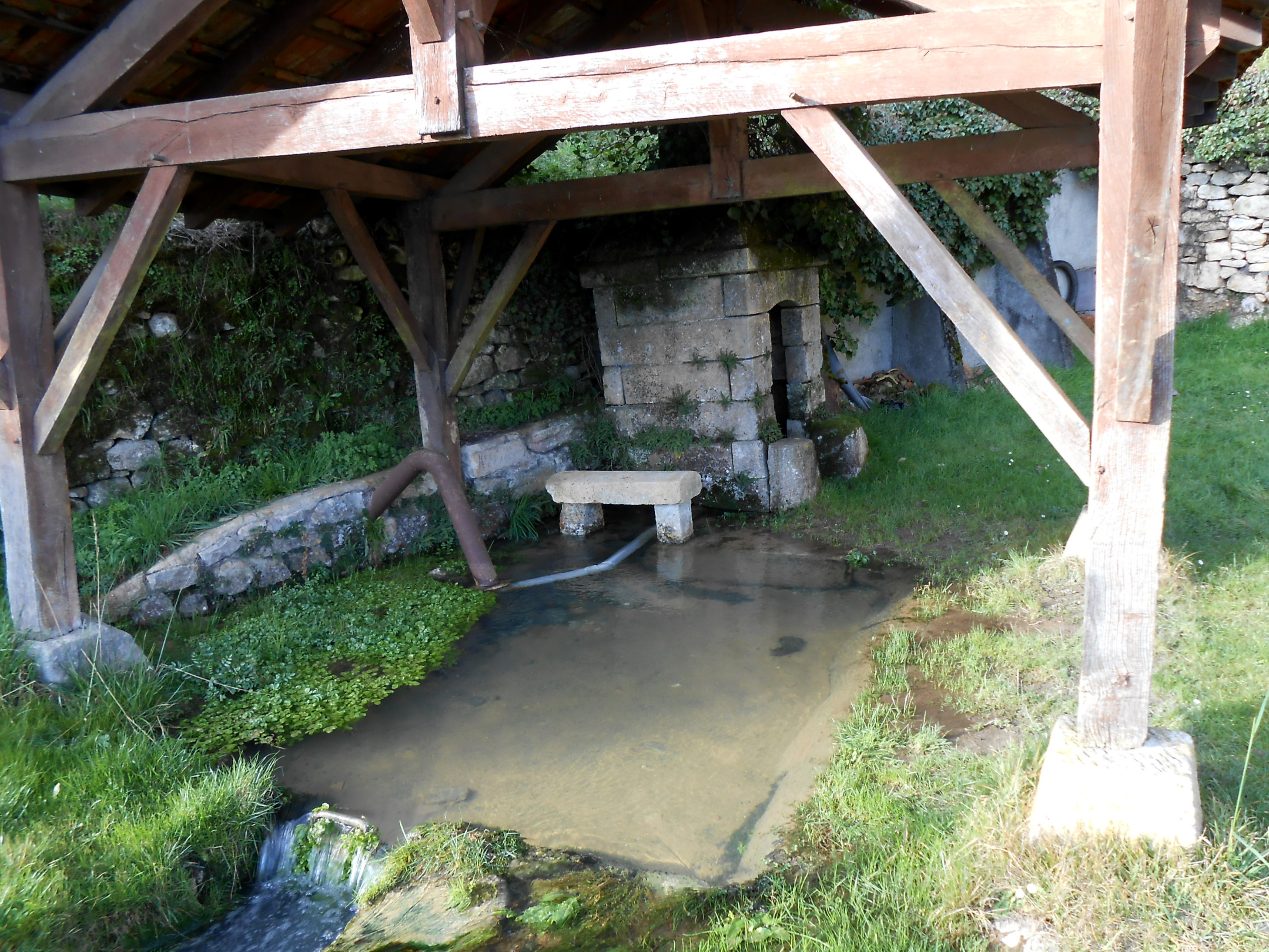
Un lavoir.

#### Patrimoine religieux
- Église Saint-Étienne du XIIe siècle, inscrite au titre des monuments historiques depuis 1948[42]. À l'intérieur, un banc seigneurial du XVIIe siècle est classé monument historique au titre d'objet depuis 1963[43].
- Curiosité en Périgord, l'église du Sauveur, orthodoxe russe, au village de Puyloubard.

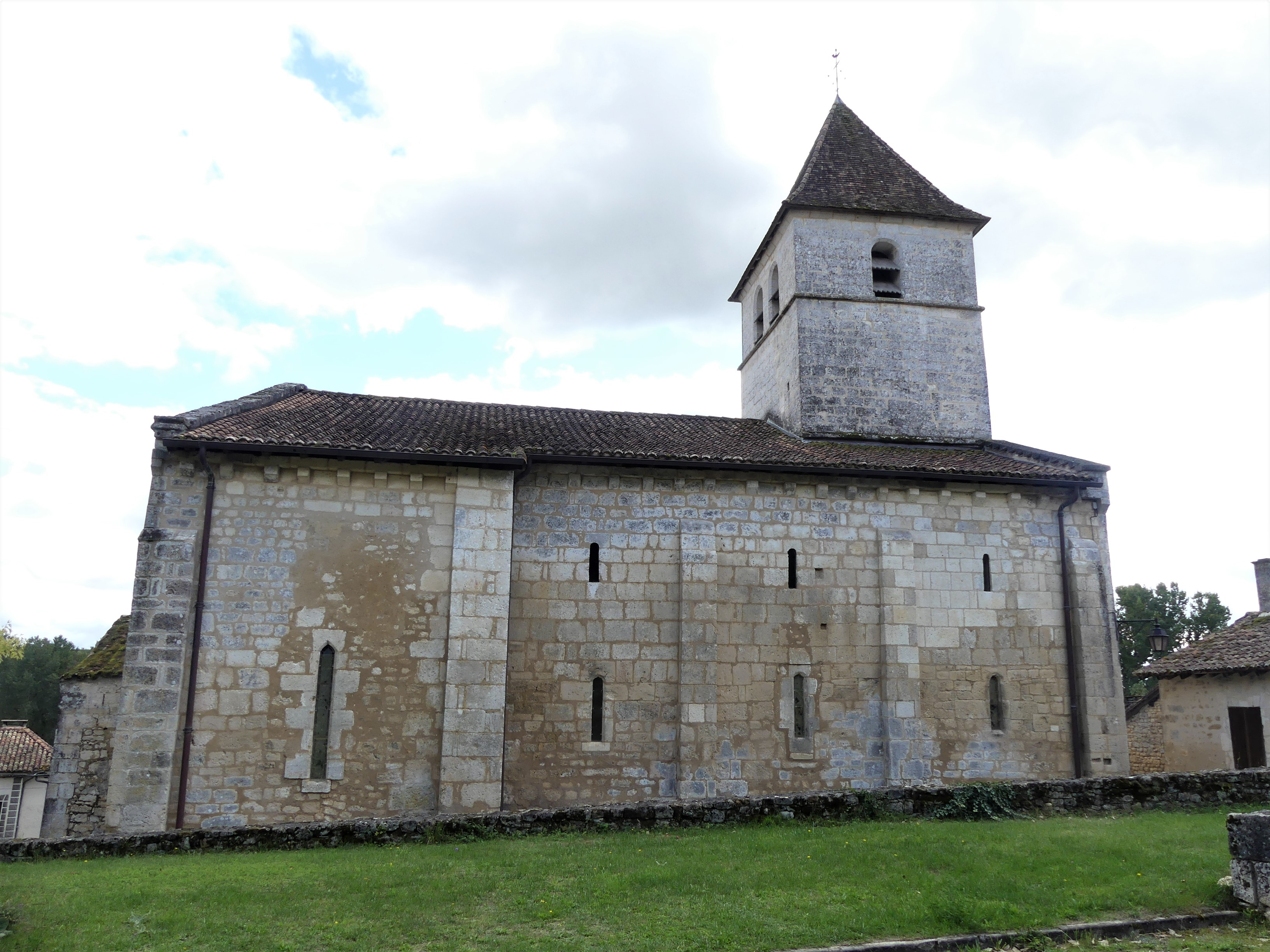
L'église Saint-Étienne.
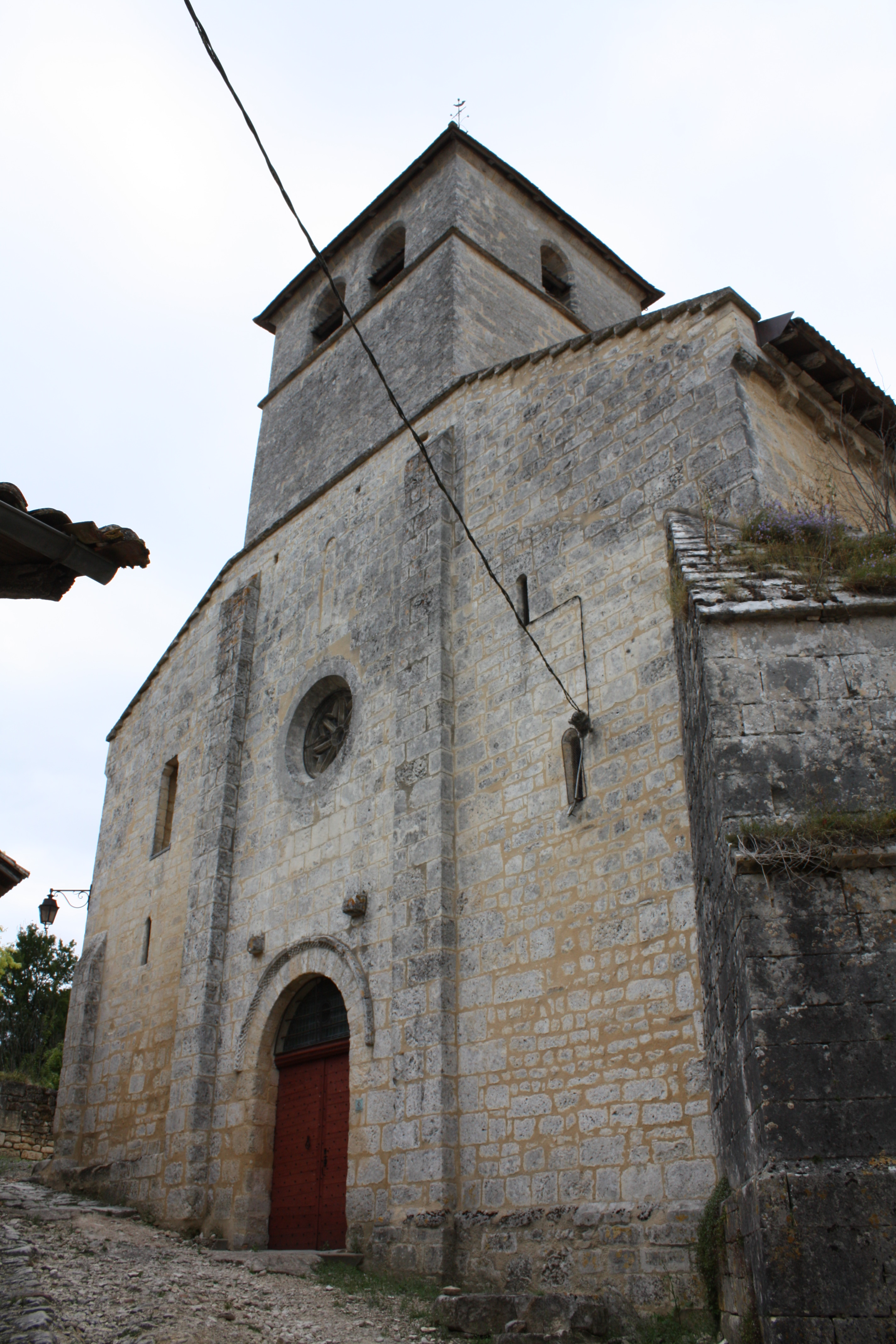
Sa façade ouest.
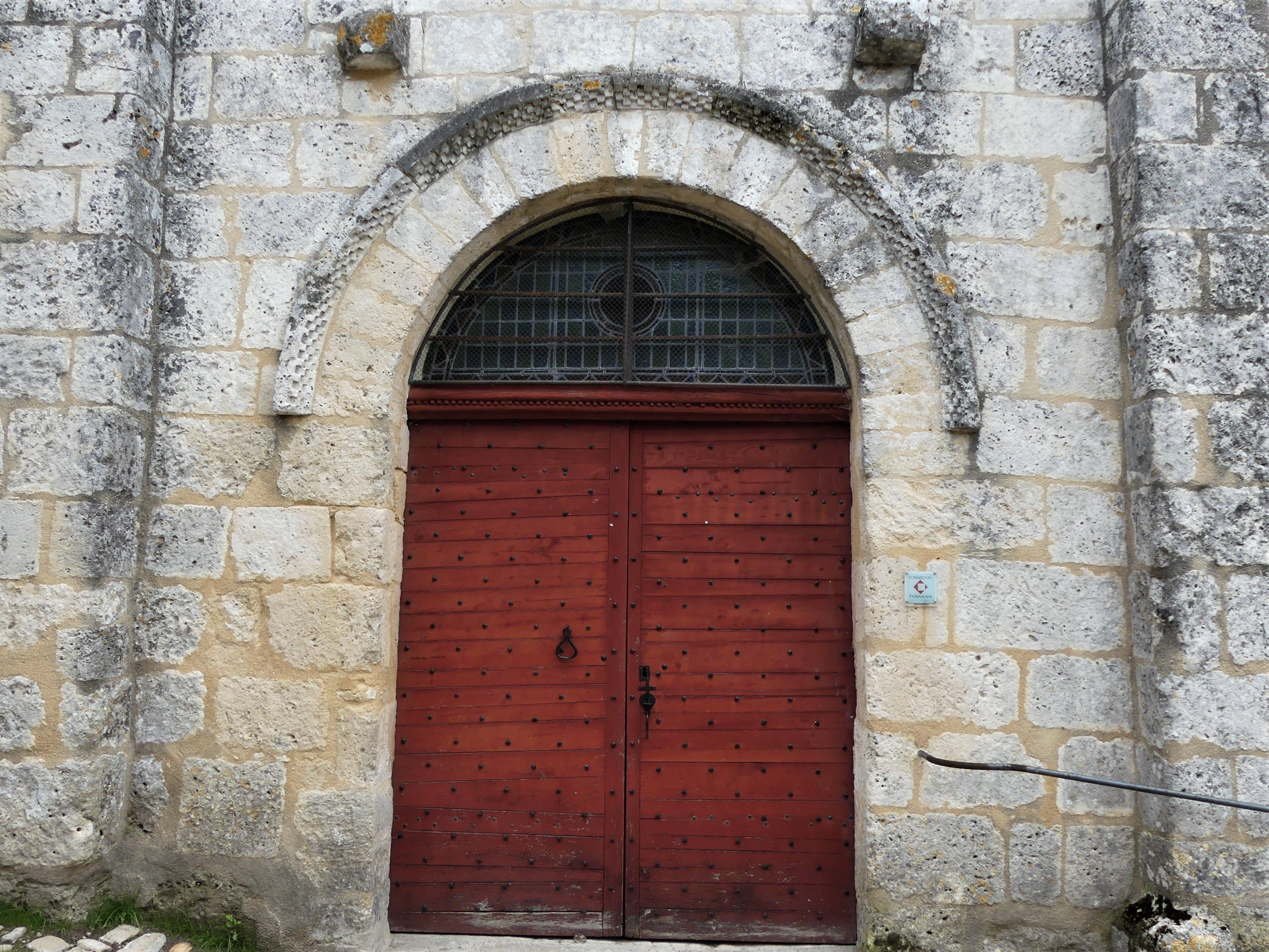
Son portail.
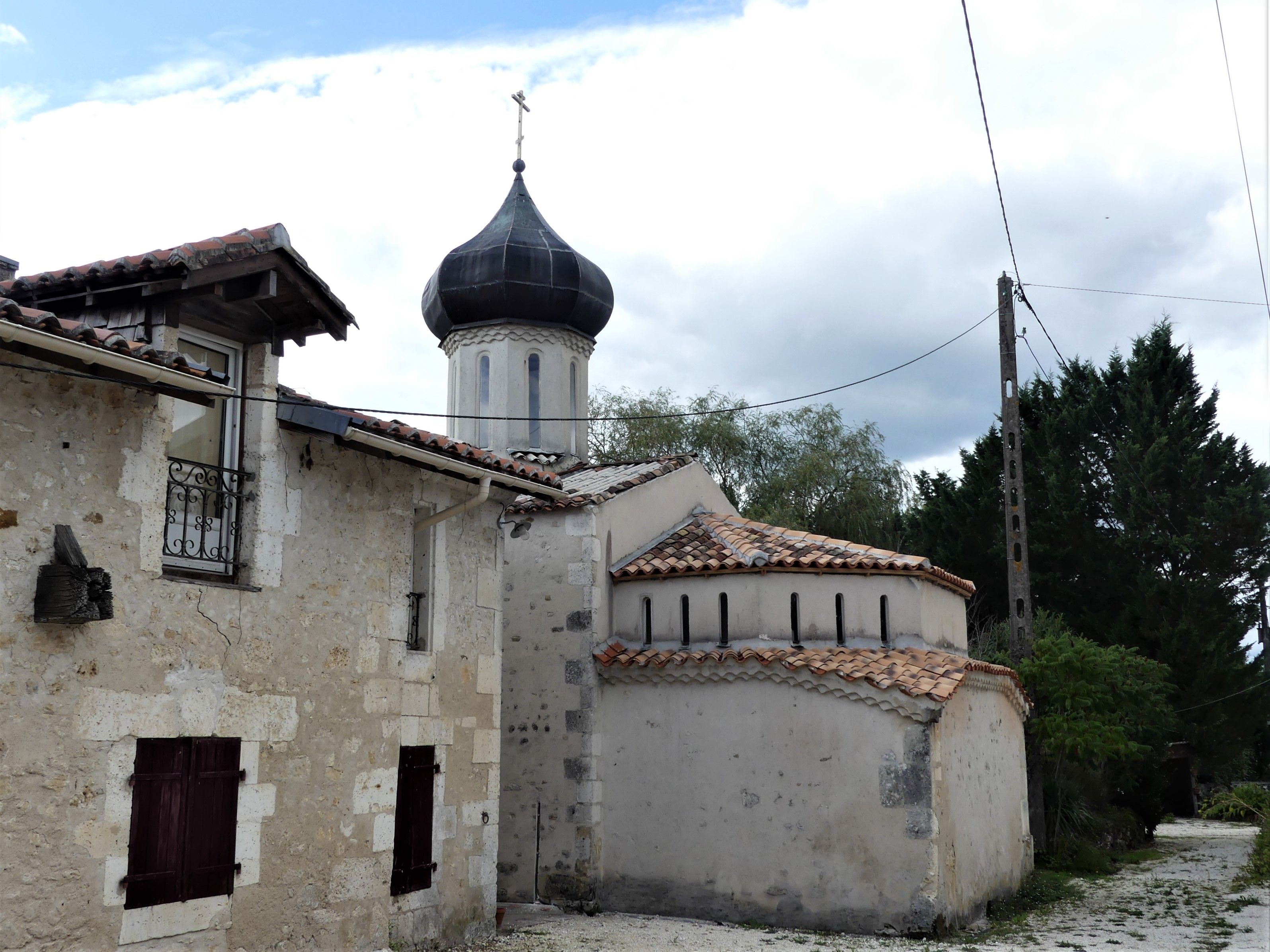
La chapelle orthodoxe de Puyloubard.

### Personnalités liées à la commune
- Alain de Monéys qui fut tué par des villageois dans ce qui est désigné comme l'affaire de Hautefaye (évoquée dans plusieurs romans) fut membre du conseil municipal et premier adjoint du maire de Beaussac.